# Lekkoatletyka na Letnich Igrzyskach Paraolimpijskich 2008 – bieg na 100 metrów mężczyzn kl. T35
Bieg na 100 metrów mężczyzn kl. T35 podczas Letnich Igrzysk Paraolimpijskich 2008 rozegrano 13 września. W rozgrywkach wzięło udział 9 sportowców z 8 krajów.

## Wyniki

### Finał
Finał został rozegrany 13 września o godzinie 1800. Zwycięzca konkursu, chiński lekkoatleta Yang Sen, ustanowił nowy rekord świata z wynikiem 12,29 s.
| Poz. | Zawodnik              | Narodowość        | Tor | Rezultat | Uwagi |
| ---- | --------------------- | ----------------- | --- | -------- | ----- |
| 1    | Yang Sen              | Chiny             | 2   | 12,29    | WR    |
| 2    | Fu Xinhan             | Chiny             | 6   | 12,55    | SB    |
| 3    | Teboho Mokgalagadi    | Południowa Afryka | 7   | 12,82    | SB    |
| 4    | Serhij Słynko         | Ukraina           | 4   | 12,83    | SB    |
| 5    | Jon Oddur Halldorsson | Islandia          | 5   | 13,40    | SB    |
| 6    | Allel Boukhalfa       | Algieria          | 1   | 13,59    | Fn    |
| 7    | Niels Stein           | Niemcy            | 3   | 13,70    | SB    |
| 8    | Hugues Quiatol        | Francja           | 8   | 14,12    | SB    |
| 9    | Ioannis Letkas        | Grecja            | 9   | 14,15    |       |